# Shiprock
Shiprock (tiếng Navajo: Tsé Bitʼaʼí, "đá có cánh") là một con núi độc cao gần 1.583 feet (482,5 m) trên đồng bằng sa mạc cao của Navajo Nation ở quận San Juan, New Mexico, Hoa Kỳ. Độ cao cực đại của nó là 7.177 feet (2.187,5 m) so với mực nước biển. Nó nằm khoảng 10,75 dặm (17.30 km) về phía tây nam thị trấn Shiprock, được đặt tên theo núi này.
Được cai trị bởi quốc gia Navajo, sự hình thành nằm trong khu vực Four Corners và đóng một vai trò quan trọng trong tôn giáo, thần thoại và truyền thống Navajo. Nó nằm ở trung tâm của khu vực bị chiếm giữ bởi người dân Thổ Nhĩ Kỳ cổ đại, một nền văn hóa người Mỹ bản địa tiền sử ở Tây Nam Hoa Kỳ thường được gọi là Anasazi. Shiprock là một điểm thu hút các nhà leo núi và nhiếp ảnh gia và đã được đặc trưng trong một số tác phẩm điện ảnh và tiểu thuyết. Đây là địa danh nổi bật nhất ở phía tây bắc New Mexico.

## Tên gọi
Tên Navajo cho đỉnh, Tsé Bitʼaʼí, "đá có cánh" hoặc "đá có cánh", ám chỉ truyền thuyết về loài chim vĩ đại đã đưa Navajo từ phía bắc đến vùng đất hiện tại của chúng. Cái tên "Shiprock" hay Shiprock Peak hoặc Ship Rock bắt nguồn từ sự tương đồng của đỉnh với một con tàu kéo thế kỷ 19 khổng lồ. Người Mỹ lần đầu tiên gọi đỉnh "Cây kim", một cái tên được đặt cho đỉnh cao nhất của Đại úy J. F. McComb vào năm 1860. United States Geological Survey maps indicate that the name "Ship Rock" dates from the 1870s. Bản đồ Khảo sát Địa chất Hoa Kỳ chỉ ra rằng tên "Ship Rock" có từ những năm 1870.

## Địa chất
Shiprock bao gồm các núi lửa bị nứt gãy và đê đen của đá lửa được gọi là minette, hay lamprophyre. Nó là tàn dư xói mòn của cổ họng của một ngọn núi lửa, và dăm kết núi lửa hình thành trong một diatreme. Hòn đá ban đầu có thể được hình thành 2.500-3.000 feet (750 trừ 1.000 mét) bên dưới bề mặt Trái đất, nhưng nó đã bị phơi bày sau hàng triệu năm bị xói mòn.
Những tấm minette giống như bức tường, được gọi là đai ke, tỏa ra khỏi đội hình trung tâm. Xác định niên đại bằng phóng xạ của minette xác định rằng những tảng đá núi lửa này đã hóa cứng khoảng 27 triệu năm trước. Shiprock nằm ở phía đông bắc của Trường núi lửa Navajo, một lĩnh vực bao gồm sự xâm nhập và dòng chảy của minette và các loại đá lửa khác thường hình thành khoảng 30 triệu năm trước. Agathla (El Capitan) ở Monument Valley là một cổ núi lửa nổi bật khác trong khu vực núi lửa này.

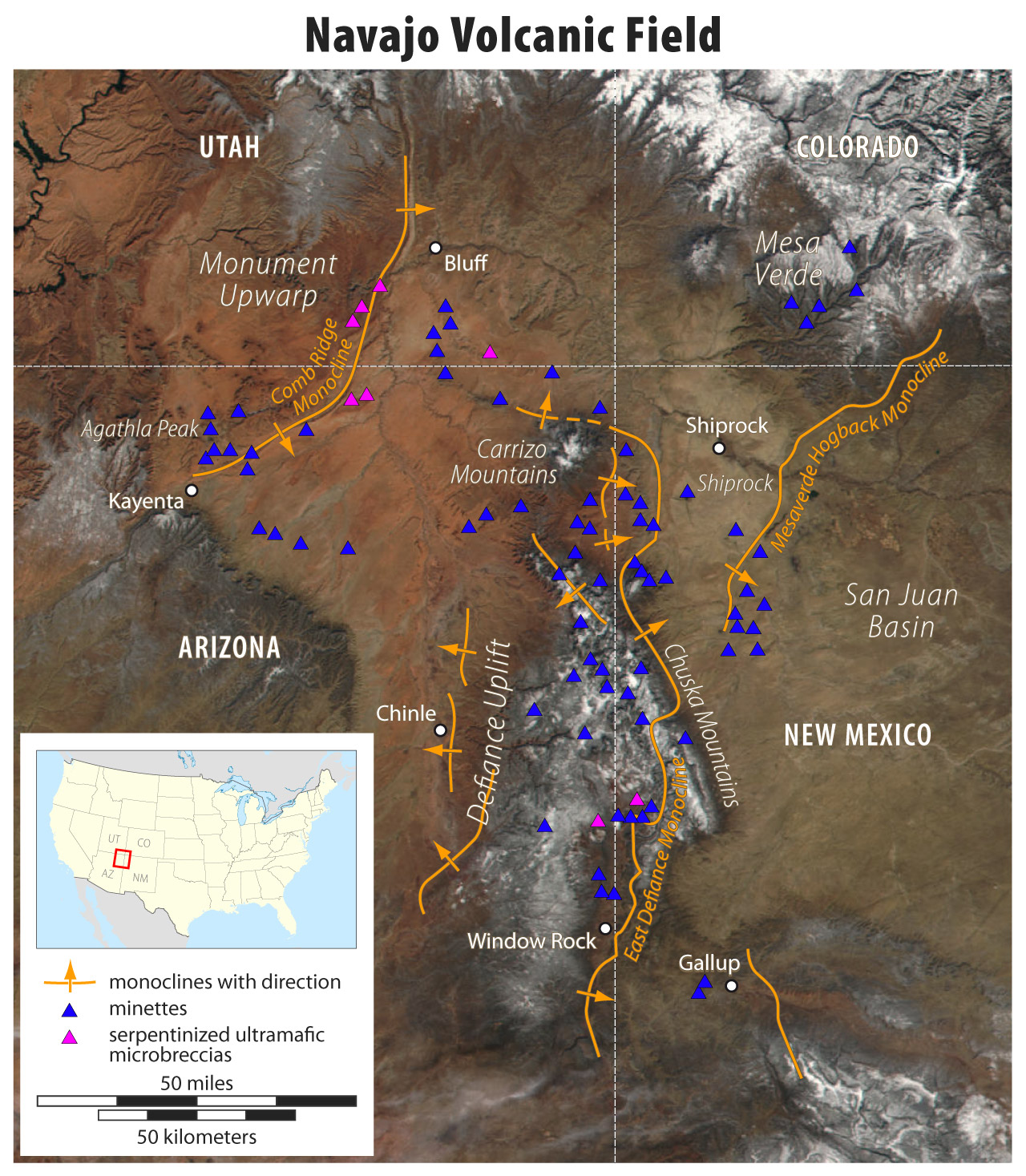
Map of Navajo Volcanic Field with Shiprock

==Ý nghĩa tôn giáo và văn hóa
Shiprock và vùng đất xung quanh có ý nghĩa tôn giáo và lịch sử đối với người Navajo. Nó được đề cập trong nhiều huyền thoại và truyền thuyết của họ. Trước hết là vai trò của đỉnh là tác nhân đưa Navajo đến phía tây nam. Theo một truyền thuyết, sau khi được vận chuyển từ một nơi khác, Navajos sống trên tảng đá nguyên khối, "chỉ xuống để trồng ruộng và lấy nước."  Một ngày nọ, đỉnh núi bị sét đánh, xóa sạch dấu vết và rời đi chỉ có một vách đá tuyệt đối, và mắc kẹt phụ nữ và trẻ em trên đỉnh để chết đói. Sự hiện diện của những người trên đỉnh núi bị cấm "vì sợ họ có thể khuấy động chį́įdii (ma) hoặc cướp xác của họ."